# خویش‌فرمایی

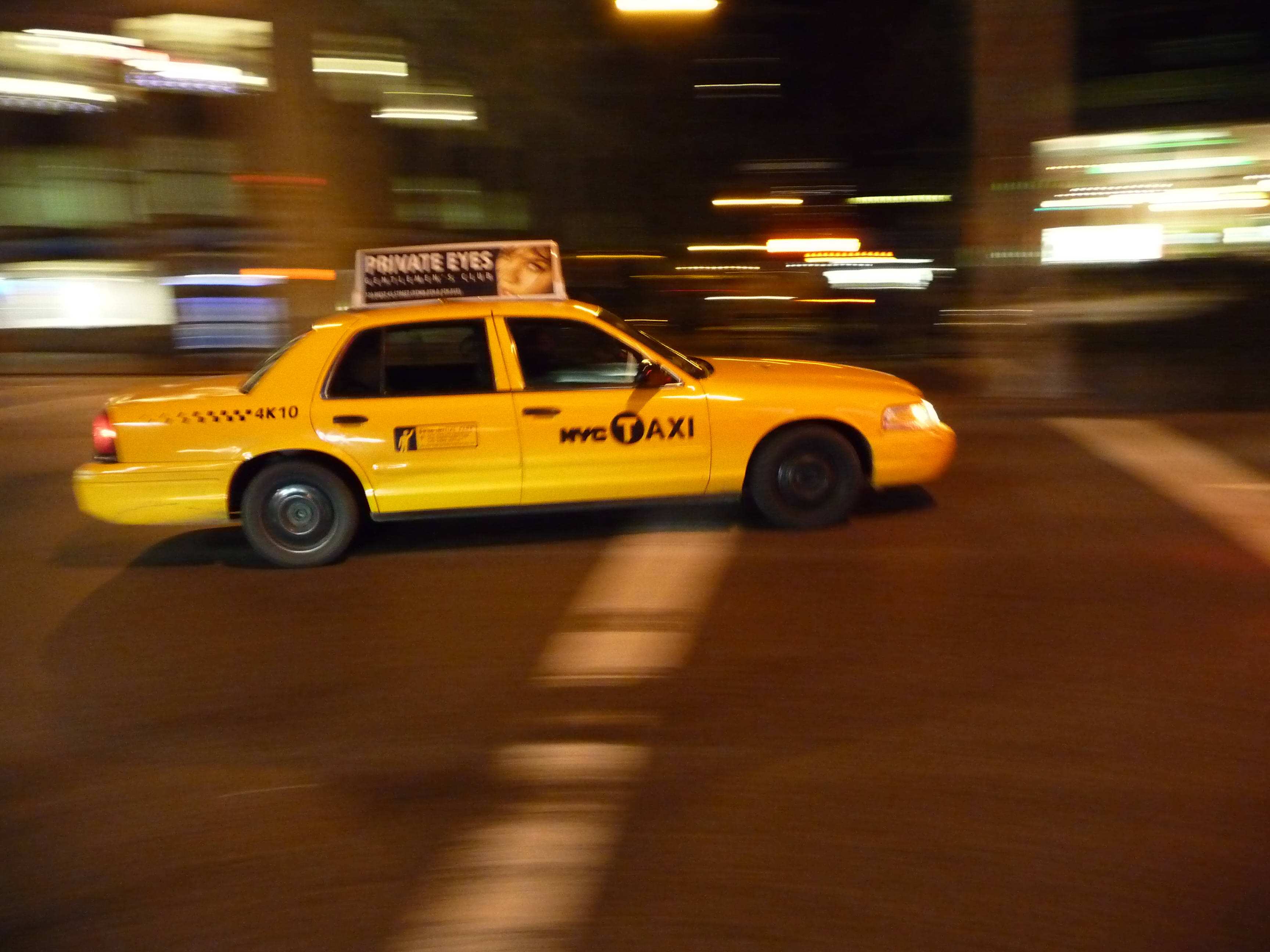
براساس آمار اعلام شده توسط سازمان تامین اجتماعی ايران، بیش از ۴۳ میلیون ایرانی تحت پوشش بیمه تامین اجتماعی قرار دارند که از این تعداد ۷۸۰ هزار نفر تحت پوشش بیمه اختیاری يا خويش فرمايي هستند.

خویش‌فرمایی یا خوداشتغالی (به انگلیسی: Self-Employment)؛ اقدام شخص به کسب درآمد به‌طور مستقیم از طریق کار، مشتریان یا دیگر سازمان‌ها است و در برابر این قرار می‌گیرد که او کارمند یک کسب‌وکار دیگر باشد.
عموماً مقامات مالیاتی شخصی را خودشاغل می‌دانند؛ که خود بخواهد که چنان شناخته شود، یا شخص درآمدی به دست آورد که او را بر اساس قانون، ملزم به ثبت برگشت مالیات کند. در جهان واقع مسئله حیاتی برای مقامات مالیاتی این نیست که شخص در حال تجارت است، بلکه این که شخص سودآور است یا نه و می‌توان از او مالیات گرفت یا نه.